# Bracienino
Bracienino – w roku 1470–80 „Braczenyno”, „Braczyenino”, dziś nie istnieje, a lokalizacja niepewna.
Wieś stanowiła własność szlachecką w parafii Jaroszyn (obecnie parafia Góra Puławska).
Właściwie nie wiadomo, czy Bracienino nie leżało tak jak Jaroszyn na lewym brzegu Wisły, na obszarze dawnego województwa sandomierskiego, ale mogło równie dobrze leżeć w granicach dawnego województwa lubelskiego. W drugiej połowie XV w., kiedy Długosz tworzył swoje dzieło, była to wieś już opuszczona. Nie uzupełnił on także imienia i nazwiska właściciela wsi ani nazw wsi sąsiadujących z Bracieninem. Prawdopodobna więc lokalizacja wsi jest na prawym brzegu Wisły, naprzeciw Jaroszyna, w okolicy Bronowic, Łęka i Piotrowice.
Wiadomo natomiast od Długosza że z łanów kmiecych dziesięcina snopowa wartości do 4 grzywien dowożą klasztorowi świętokrzyskiemu (Długosz L.B. t.II s.563; t.III s.245).
Jest także możliwe, że wieś jeśli nie została zniszczona przez Wisłę, została włączona do sąsiednich wsi np. Łęka